# 纯粹言论
纯粹言论（pure speech），也翻译作单纯言论，是指口语、文字、图画、音像、肢体语言等纯粹用于表达、展现思想、技艺等而不与外界或他人直接发生物理冲突的形式和手段，意即以口头或书面语言表达意见的行为。
在美国法律体系中，纯粹言论即“有言无行”（speech without conduct），有别于涉及通过行为传达思想或信息象征性言论（symbolic speech）。纯粹的言论是《美国宪法第一修正案》的最高关注点，并且因此得到最严格的司法保护。
纯粹言论是受到《第一修正案》保护的言论自由和结社自由的核心表达。保护纯粹言论必须是民主的内在要求，因为如果没有思想自由和言论自由，暴政（tyranny）就近在咫尺。